# Half Horse, Half Musician
Half Horse, Half Musician to minialbum muzyczny Seana Lennona. Został wydany 23 lutego 1999 roku, tylko na japońskim rynku muzycznym. Producentem była partnerka Seana – Yuka Honda. Album zawiera zarówno remiksy utworów zamieszczonych na Into the Sun ("Queue", "Spaceship" i "Into The Sun") jak i nowy materiał muzyczny.

## Lista utworów
Wszystkie utwory autorstwa Seana Lennona, poza zaznaczonymi
1. "Queue (Radio Mix)" (Yuka Honda/Sean Lennon)
2. "Spaceship (Radio Mix)" (Sean Lennon/Timo Ellis)
3. "Dream"
4. "Heart & Lung (Texas Motel Version)"
5. "5/8"
6. "Pyramid"
7. "Happiness (On The Bus Version)"
8. "Into The Sun (Moog Remix)"

## Twórcy
- Sean Lennon – Syntezator, gitara basowa, gitara, wokal, główny wykonawca, producent, pianino
- John Medeski – Organy Hammonda
- Kenny Wollesen – Perkusja
- Josh Roseman – Puzon
- Timo Ellis – Gitara basowa, instrumenty perkusyjne, wokal
- Tom Schick – Inżynier dźwięku
- John Paul Keenon – Perkusja
- Peck Allmond – Trąbka
- Dave Douglas – Trąbka
- Yuka Honda – Instrumenty perkusyjne, producent, wokal